# Згода (концлагерь)
Згода (пол. Obóz Zgoda - Лагерь Примирения ) — концлагерь для немцев, существовавший в Польше (Свентохловице) в 1945 году.
В лагере содержалось около 6 тысяч человек, в основном фольксдойче, включая женщин и детей, но также были и поляки.
Управление лагерем осуществлялось НКВД и VI департаментом польского МОБ. Комендантами лагеря были Алексы Крут (Aleksy Krut) и Соломон Морель; министерский департамент возглавлял Теодор Дуда.
С 1943 по 1944 концлагерь контролировали немцы, и он представлял собой филиал Аушвица, однако после освобождения он не прекратил своего существования, а стал местом заключения для немцев, которых определяли как пособников Гитлера.